# Camille Montes
Camille Montes é uma personagem do filme 007 Quantum of Solace, 22º filme da franquia cinematográfica de James Bond, criado por Ian Fleming. Foi interpretada nas telas pela atriz ucraniana Olga Kurylenko.

## Características
Camile é uma agente da inteligência boliviana que procura vingança contra o General Medrano, um militar  exilado que tenta retomar o poder no país através de um golpe de estado. Meldrano assassinou toda sua família quando ela era criança, deixando-a com marcas de queimaduras nas costas, depois de colocar fogo na casa com os corpos de seu pai, sua mãe e sua irmã - estupradas - dentro.

## Filme
Camille surge no filme quando apanha Bond de carro na frente de um hotel decrépito no Haiti, acreditando tratar-se de outra pessoa que ela devia encontrar. Na pasta roubada do homem que Bond matou - e que Camille imaginava que ele fosse - estava uma arma e uma ordem para que o tal homem matasse a própria Camille, incriminando Dominic Greene, o empresário que tem um romance com Camille. Ela atira em Bond, que escapa pulando do carro em movimento, e com a fuga do agente se dirige ao porto, onde confronta Greene sobre esse plano, seguida por Bond numa motocicleta, sem ser percebido.
No porto aparece então a figura odiada do general Medrano, que é um associado de Greene na tentativa de voltar ao poder, em troca do qual dará ao vilão terras na Bolívia. Greene aproveita a presença de Camille para, depois de apresentados, discretamente oferecê-la ao general para um passeio de barco, na esperança de que ele a mate depois de um assédio sexual repelido e jogue o corpo no mar. Acompanhando a cena de longe e prevendo o que iria acontecer, Bond sai numa lancha atrás do iate de Medrano e depois de uma perseguição resgata a agente - relutante, por ele atrapalhar seu plano de matar Medrano em alto-mar - das mãos do general e seus homens.
Naquela noite, numa festa de Greene para conseguir investidores para seu projeto ecológico de fachada na Bolívia, ela o confronta novamente e prestes a ser empurrada do balcão pelo ex-amante, é novamente salva por Bond, que tem a ajuda da Agente Fields, contato do MI-6 no país.
Os dois seguem para o interior do país, onde Bond pede que ela o leve para observar as terras, em uma primeira impressão inúteis, que Greene pretende comprar, sobrevoando-as num velho DC-3. Durante o voo ela admite a Bond ser agente do serviço secreto boliviano, que infiltrou-se na organização de Green fazendo sexo com ele. O avião é atacado por um helicóptero e abatido, mas ela e Bond se salvam descendo juntos num único pára-quedas que havia a bordo e caem numa caverna no meio do deserto. Conversando, os dois concluem que estão atrás de Greene para vingar pessoas que amavam, Camille à sua família e Bond à Vesper Lynd, morta no filme anterior pela atuação da organização Quantum of Solace, da qual Dominic Greene faz parte.
Depois de escaparem da caverna, atravessarem a pé o deserto e descobrirem o plano de Greene por trás de seu suposto projeto ecológico - construir uma barragem no único depósito de água natural do país para monopolizar o fornecimento de energia elétrica - eles vão até um luxuoso hotel encravado no meio do deserto, onde encontram-se Greene, Medrano e demais oficiais e policiais corruptos do país, recebendo dinheiro pela transferência das terras e para ajudar no pretendido golpe de estado. Quando o hotel pega fogo sabotado pelas bombas colocadas por 007, Camille encontra o depravado general num quarto prestes a estuprar uma apavorada arrumadeira. Depois de dizer ao general quem ela é e lembrar-lhe do massacre, ela o enfrenta num combate pessoal mano-a-mano, e, vencendo-o, o mata com um tiro na cabeça, dizendo: "Desta vez é você quem vai queimar", concretizando sua vingança.
Depois de escaparem juntos do inferno em chamas, os dois se separam ao fim do filme apenas com um simples beijo rápido de Camille em Bond, coom ela dizendo ao espião que o inferno dele está dentro da própria cabeça. Os dois personagens, Camille Montes e James Bond, neste filme, são apenas duas pessoas amarguradas procurando uma vingança pessoal, o que faz da bond girl a única 'heroína' principal em toda a série que não tem qualquer contato sexual com 007.

## Bastidores
Barbara Broccoli, a produtora dos filmes de 007, declarou em entrevista que pensava em trazer a personagem de volta em Skyfall – onde ela não aparece – ou num filme futuro da série.
De acordo com um cartão de identidade roubado por Bond de sua bolsa, seu nome todo de família é Camille Montes Rivero. É com um último sobrenome parecido, Rivera, que ela aparece no videogame de Quantum of Solace.